# Scina wolterecki
Scina wolterecki är en kräftdjursart som beskrevs av Johann Georg Wagler 1926. Scina wolterecki ingår i släktet Scina och familjen Scinidae. Inga underarter finns listade i Catalogue of Life.